# Luz Vázquez
Luz Vázquez y Moreno fue una independentista cubana. Nació en 1831, en Bayamo, antiguo departamento de Oriente, Cuba.

## Biografía
Asistía a las tertulias de “La Filarmónica”, la cubanísima Sociedad, situada entonces cerca de la amplia plaza de Isabel II.
Luz Vázquez fue la trigueña beldad que inspirara la famosa canción “La Bayamesa”, cuyas notas no solo conmovieron su tierno corazón, sino que sirvieron años después para, cambiando su letra, exaltar el ánimo de los valientes libertadores cubanos.
Luz y Francisco Castillo Moreno contrajeron nupcias, naciendo de esta unión de amor, siete hijos: Pompeyo, Francisco, Lucila, Adriana, Leonela, Atala y Heliodoro.
Diecisiete años después, en octubre de 1868, Carlos Manuel de Céspedes inicia la primera gesta emancipadora cubana y Castillo Moreno y su heroica mambisa Luz Vázquez, son de los primeros cooperadores de la empresa gloriosa.El esposo amante acompañado de su hijo Francisco (que murió en el combate) parte a la campiña insurrecta.Luz los despide con la más tierna de sus sonrisas y las más alentadoras de sus palabras.
Y aquella mujer espartana, ve morir a su hijo Pompeyo, el mismo día de la toma de Bayamo, abriendo con el corazón partido de dolor, los vastos salones de su mansión señorial, para celebrar la victoria cubana, horas después del entierro del hijo amado.
Aquella mujer extraordinaria, recibe después la fatal noticia de la muerte de otro hijo: Francisco, y enlutada, adolorida, pero resuelta, arenga a una de sus hijas: Atala, para que fuera a cantar el himno de Perucho Figueredo con “Canducha”, la simpar abanderada de aquella tarde inmortal.
Ausente el esposo, muertos dos hijos, pasa Luz por la pena inmensa de ver tuberculizarse a su hija Lucila. Perdidos seres queridos, bienes de fortuna, convertido en escombros su venturoso hogar, que prendiera con sus propias manos en el incendio de Bayamo; Luz Vázquez, acompañada de Adriana y ayudada por el resto de su prole, coadyuva en la obra de insurrección, y de ella dijo Francisco Vicente Aguilera, el venerable patriota, “que era una joya de inestimable valor”.